# North of Scotland Cup
North of Scotland Cup là giải đấu loại trực tiếp dành cho các đội bóng thuộc North of Scotland Football Association. Các đội tham gia là thành viên của Scottish Professional Football League (SPFL), Highland League hoặc North Caledonian League, với việc các đội ở SPFL thường đưa ra thi đấu các đội dự bị mạnh. Trong những năm gần đây, giải đấu diễn ra trong các buổi tối giữa tuần từ đầu mùa giải, trận chung kết thường diễn ra trên một sân trung lập vào tháng Mười.

## Tài trợ
Công ty vận chuyển bưu kiện đến từ Inverness là AJG Parcels là nhà tài trợ cho giải đấu kể từ mùa giải 2012–13 competition.

## Đội vô địch North of Scotland Cup
| Mùa giải | Đội vô địch                  |
| -------- | ---------------------------- |
| 1888–89  | Crown                        |
| 1889–90  | Caledonian                   |
| 1890–91  | Cameron's FC                 |
| 1891–92  | Caledonian                   |
| 1892–93  | Inverness Thistle            |
| 1893–94  | Inverness Thistle            |
| 1894–95  | Clachnacuddin                |
| 1895–96  | Clachnacuddin                |
| 1896–97  | Caledonian                   |
| 1897–98  | Clachnacuddin                |
| 1898–99  | Elgin City                   |
| 1899–00  | Clachnacuddin                |
| 1900–01  | Inverness Citadel            |
| 1901–02  | Caledonian                   |
| 1902–03  | Clachnacuddin                |
| 1903–04  | Clachnacuddin                |
| 1904–05  | Inverness Citadel            |
| 1905–06  | Clachnacuddin                |
| 1906–07  | Clachnacuddin                |
| 1907–08  | Forres Mechanics             |
| 1908–09  | Inverness Citadel            |
| 1909–10  | Inverness Citadel            |
| 1910–11  | Caledonian                   |
| 1911–12  | Caledonian                   |
| 1912–13  | Inverness Thistle            |
| 1913–14  | Caledonian                   |
| 1914–15  | Không tổ chức                |
| 1915–16  | Không tổ chức                |
| 1916–17  | Không tổ chức                |
| 1917–18  | Không tổ chức                |
| 1918–19  | Không tổ chức                |
| 1919–20  | Clachnacuddin                |
| 1920–21  | Clachnacuddin                |
| 1921–22  | Caledonian                   |
| 1922–23  | Clachnacuddin                |
| 1923–24  | Elgin City                   |
| 1924–25  | Caledonian                   |
| 1925–26  | Caledonian                   |
| 1926–27  | Forres Mechanics             |
| 1927–28  | Caledonian                   |
| 1928–29  | Inverness Citadel            |
| 1929–30  | Ross County                  |
| 1930–31  | Inverness Thistle            |
| 1931–32  | Inverness Citadel            |
| 1932–33  | Inverness Citadel            |
| 1933–34  | Caledonian                   |
| 1934–35  | Inverness Thistle            |
| 1935–36  | Forres Mechanics             |
| 1936–37  | Elgin City                   |
| 1937–38  | Clachnacuddin                |
| 1938–39  | Inverness Thistle            |
| 1939–40  | Clachnacuddin                |
| 1940–41  | Không tổ chức                |
| 1941–42  | Không tổ chức                |
| 1942–43  | Không tổ chức                |
| 1943–44  | Không tổ chức                |
| 1944–45  | Không tổ chức                |
| 1945–46  | Inverness Thistle            |
| 1946–47  | Clachnacuddin                |
| 1947–48  | Clachnacuddin                |
| 1948–49  | Clachnacuddin                |
| 1949–50  | Clachnacuddin                |
| 1950–51  | Caledonian                   |
| 1951–52  | Caledonian                   |
| 1952–53  | Inverness Thistle            |
| 1953–54  | Clachnacuddin                |
| 1954–55  | Elgin City                   |
| 1955–56  | Elgin City                   |
| 1956–57  | Nairn County                 |
| 1957–58  | Forres Mechanics             |
| 1958–59  | Rothes                       |
| 1959–60  | Inverness Thistle            |
| 1960–61  | Elgin City                   |
| 1961–62  | Elgin City                   |
| 1962–63  | Nairn County                 |
| 1963–64  | Nairn County                 |
| 1964–65  | Clachnacuddin                |
| 1965–66  | Nairn County                 |
| 1966–67  | Forres Mechanics             |
| 1967–68  | Elgin City                   |
| 1968–69  | Elgin City                   |
| 1969–70  | Ross County                  |
| 1970–71  | Elgin City                   |
| 1971–72  | Ross County                  |
| 1972–73  | Elgin City                   |
| 1973–74  | Caledonian                   |
| 1974–75  | Caledonian                   |
| 1975–76  | Elgin City                   |
| 1976–77  | Caledonian                   |
| 1977–78  | Inverness Thistle            |
| 1978–79  | Rothes                       |
| 1979–80  | Clachnacuddin                |
| 1980–81  | Brora Rangers                |
| 1981–82  | Inverness Thistle            |
| 1982–83  | Elgin City                   |
| 1983–84  | Caledonian                   |
| 1984–85  | Inverness Thistle            |
| 1985–86  | Caledonian                   |
| 1986–87  | Forres Mechanics             |
| 1987–88  | Inverness Thistle            |
| 1988–89  | Elgin City                   |
| 1989–90  | Elgin City                   |
| 1990–91  | Brora Rangers                |
| 1991–92  | Ross County                  |
| 1992–93  | Clachnacuddin                |
| 1993–94  | Caledonian                   |
| 1994–95  | Lossiemouth                  |
| 1995–96  | Lossiemouth                  |
| 1996–97  | Lossiemouth                  |
| 1997–98  | Elgin City                   |
| 1998–99  | Elgin City                   |
| 1999–00  | Inverness Caledonian Thistle |
| 2000–01  | Lossiemouth                  |
| 2001–02  | Clachnacuddin                |
| 2002–03  | Lossiemouth                  |
| 2003–04  | Elgin City                   |
| 2004–05  | Forres Mechanics             |
| 2005–06  | Nairn County                 |
| 2006–07  | Ross County                  |
| 2007–08  | Inverness Caledonian Thistle |
| 2008–09  | Nairn County                 |
| 2009–10  | Inverness Caledonian Thistle |
| 2010–11  | Forres Mechanics             |
| 2011–12  | Inverness Caledonian Thistle |
| 2012–13  | Nairn County                 |
| 2013–14  | Brora Rangers                |
| 2014–15  | Brora Rangers                |
| 2015–16  | Wick Academy                 |

## Thành tích theo câu lạc bộ
| Câu lạc bộ        | Số lần vô địch | Năm vô địch |
| ----------------- | -------------- | --- |
| Clachnacuddin     | 22             | 1894–95, 1895–96, 1897–98, 1899–00, 1902–03, 1903–04, 1905–06, 1906–07, 1919–20, 1920–21, 1922–23, 1937–38, 1939–40, 1946–47, 1947–48, 1948–49, 1949–50, 1953–54, 1964–65, 1979–80, 1992–93, 2001–02 |
| Caledonian        | 20             | 1889–90,1891–92, 1896–97, 1901–02, 1910–11, 1911–12, 1913–14, 1921–22, 1924–25, 1925–26, 1927–28, 1933–34, 1950–51, 1951–52, 1973–74, 1974–75, 1976–77, 1983–84, 1985–86, 1993–94                    |
| Elgin City        | 18             | 1898–99, 1923–24, 1936–37, 1954–55, 1955–56, 1960–61, 1961–62, 1967–68, 1968–69, 1970–71, 1972–73, 1975–76, 1982–83, 1988–89, 1989–90, 1997–98, 1998–99, 2003–04                                     |
| Inverness Thistle | 13             | 1892–93, 1893–94, 1912–13, 1930–31, 1934–35, 1938–39, 1945–46, 1952–53, 1959–60, 1977–78, 1981–82, 1984–85, 1987–88                                                                                  |
| Forres Mechanics  | 8              | 1907–08, 1926–27, 1935–36, 1957–58, 1966–67, 1986–87, 2004–05, 2010–11 |
| Inverness Citadel | 7              | 1900–01, 1904–05, 1908–09, 1909–10, 1928–29, 1931–32, 1932–33 |
| Nairn County      | 7              | 1956–57, 1962–63, 1963–64, 1965–66, 2005–06, 2008–09, 2012–13 |
| Lossiemouth       | 5              | 1994–95, 1995–96, 1996–97, 2000–01, 2002–03 |
| Ross County       | 5              | 1929–30, 1969–70, 1971–72, 1991–92, 2006–07 |
| Inverness CT      | 4              | 1999–00, 2007–08, 2009–10, 2011–12 |
| Brora Rangers     | 4              | 1980–81, 1990–91, 2013–14, 2014–15 |
| Rothes            | 2              | 1958–59, 1978–79 |
| Wick Academy      | 1              | 2015–16 |
| Cameron's FC      | 1              | 1890–91 |
| Crown             | 1              | 1888–89 |